# Tomi Maanoja
Tomi Maanoja, född 12 september 1986 i Esbo, är en finländsk fotbollsmålvakt som spelar för IF Gnistan. 
Innan sin flytt till FC Honka 2011 spelade han för AIK. Han spelade tidigare för det finska U21-landslaget.

## Klubbkarriär
Vandaklubben VJS är Maanojas moderklubb och han representerade även det finska laget AC Allianssi från samma stad i finska högsta ligan innan sin flytt till FC Honka.
Den 29 juli 2008 skrev AIK kontrakt med Maanoja och hans debut i Stockholmsklubben gjorde han den 14 augusti samma år mot GIF Sundsvall. I en försäsongsmatch mot Assyriska FF på Skytteholms IP den 28 februari 2009 bröt Maanoja benet och missade U21-EM i Sverige 2009 och även hela Allsvenskan 2009. Den 13 januari 2011 blev det klart att Maanoja återvänder till sin före detta klubb FC Honka. Den 30 november 2013 skrev Maanoja på ett tvåårskontrakt med Kuopion Palloseura.